# Gare de Farnham
La  gare de Farnham  est une gare ferroviaire canadienne, érigée par le chemin de fer Canadien Pacifique en 1950.

## Situation ferroviaire
La South Eastern Railway arrive à Farnham le 9 juillet 1873 en inaugurant le tronçon Farnham-Newport. La compagnie établit son quartier général à Farnham et construit des usines de réparations, une cour de triage avec une table tournante. Par la suite, d’autres compagnies de chemin de fer viennent s’établir à Farnham, qui devient centre ferroviaire important du Québec .

## Histoire
Une première gare est construite entre 1879 et 1882. Le Canadian Pacifique achète la South Eastern Railway en octobre 1883. Un feu ravage cette gare la nuit du 8 au 9 février 1949. La gare actuelle est construite en 1950 et ouvre le 8 mars 1951. Le Canadien Pacifique abandonne lentement les lieux; en 1976, la table tournante, les usines de réparations et les bureaux express et bagages furent démolis. En 1996, le Canadien Pacifique vend ses lieux à Farnham (qui sont repris par d’autres chemins de fer) . Le dernier train de passagers quitte la gare le 24 octobre 1980 .
Abandonnée depuis 2015, barricadée avec des contreplaqués, la gare abritait les bureaux de la Montreal, Maine & Atlantic. "Plusieurs personnes qui habitent à proximité qualifient le bâtiment comme une plaie pour le centre-ville en raison de son état de délabrement." .

## Patrimoine ferroviaire
La gare est désignée gare ferroviaire patrimoniale du Canada depuis 1994. « La valeur patrimoniale de la gare du CP de Farnham se retrouve dans les principes du style international dont témoignent ses formes architecturales et ses éléments de composition qui manifestent clairement son rôle à l’intérieur de volumes simples dépourvus de référence classique. Son plan est relié directement à l’emplacement du bâtiment, satisfaisant ainsi aux exigences des rapports que la gare entretient avec la ville, le parc de chemin de fer et les voies ferrées des deux lignes principales qu’elle dessert. » 